# Сандгрен, Линус
Линус Сандгрен (швед. Linus Sandgren; род. 5 декабря 1972, Стокгольм, Швеция) — шведский кинооператор. Лауреат премий «Оскар» и BAFTA за лучшую операторскую работу в фильме «Ла-Ла Ленд».

## Биография
Родился в Стокгольме 5 декабря 1972 года. Его отцом был Бертиль Сандгрен, который работал кинопродюсером. В кино Линус начал работать с 1996 года, сначала выступая в роли ассистента оператора. С 2000 года стал работать основным оператором на короткометражках, телефильмах и сериалах. Дебютной работой в художественном фильме стала шведская картина «Шторм», за которую он получил премию «Золотой жук» в категории лучшая операторская работа. Известен по фильмам «Афера по-американски» режиссёра Дэвида О. Расселла и «Ла-Ла Ленд» Дэмьена Шазелла.
Является членом Шведского общества кинооператоров.

## Фильмография

### Оператор
- 2021 — Не смотри вверх / Don’t Look Up (реж. Адам Маккей)
- 2021 — Не время умирать / No Time to Die (реж. Кэри Фукунага)
- 2018 — Щелкунчик и четыре королевства / The Nutcracker and the Four Realms (реж. Лассе Халльстрём и Джо Джонстон)
- 2018 — Человек на Луне / First Man (реж. Дэмьен Шазелл)
- 2017 — Битва полов / Battle of the Sexes (реж. Джонатан Дэйтон и Валери Фарис)
- 2016 — Ла-Ла Ленд / La La Land (реж. Дэмьен Шазелл)
- 2015 — Джой / Joy (реж. Дэвид О. Расселл)
- 2014 — Пряности и страсти / The Hundred-Foot Journey (реж. Лассе Халльстрём)
- 2013 — Афера по-американски / American Hustle (реж. Дэвид О. Расселл)
- 2012 — Страна обетованная / Promised Land (реж. Гас Ван Сент)
- 2010 — Убежище / 6 Souls (реж. Монс Морлинд и Бьёрн Стейн)
- 2006 — Вольные стрелки / Snapphanar (реж. Монс Морлинд и Бьёрн Стейн)
- 2005 — Шторм / Storm (реж. Монс Морлинд и Бьёрн Стейн)

## Награды и номинации
- Лауреат премии «Золотой жук» 2007 года за операторскую работу в фильме «Шторм»[3]
- Лауреат премии «Оскар» 2017 года за лучшую операторскую работу в фильме «Ла-Ла Ленд»[5]
- Лауреат премии BAFTA 2017 года за лучшую операторскую работу в фильме «Ла-Ла Ленд»[6]
- Номинировался на премию Американского общества кинооператоров в 2017 году за фильм «Ла-Ла Ленд»[7]
- Номинировался на премию «Спутник» за лучшую операторскую работу в 2016 году за фильм «Ла-Ла Ленд»[7]